# Саверни, Доменико
Доменико Саверни (родился в 1958 году, в Палермо) — итальянский кинорежиссёр и сценарист. Сотрудничает с Алессандро Бенчивени.

## Снял фильмы
- 1999 — Фантоцци 2000: Клонирование

## Написал сценарии
- 1986 — Суперфантоцци
- 1988 — Опасное приключение
- 1988 — Фантоцци уходит на пенсию
- 1990 — Забавные истории
- 1990 — Фантоцци берёт реванш
- 1992 — Забавные истории 2
- 1992 — Рикки и Барабба
- 1992 — Чао, профессор
- 1993 — Фантоцци в раю
- 1994 — Забавные истории 3
- 1996 — Возвращение Фантоцци
- 1999 — Фантоцци 2000: Клонирование
- 2006 — Дон Маттео
- 2006 — Натали в Нью-Йорке
- 2006 — Розы к десерту

## Второй ассистент режиссёра
- 1983 — Ключ
- 1985 — Миранда